# عبد العزيز بن عبد العزيز بن ماضي
عبد العزيز بن عبد العزيز بن جاسر الماضي من بني تميم، ولد في روضة سدير في المملكة العربية السعودية يوم 29 محرم 1330 هجري الموافق 18 يناير / كانون الثاني 1912، وذلك بعد وفاة والده عبد العزيز بن جاسر بأشهر.
وسمي باسمه ونشأ في حجر اخيه محمد بن عبد العزيز بن ماضي، وقرأ القرآن وتعلم الخط والحساب وكان عنده شغف لمطالعة الكتب الدينية والأدبيه وامتاز بسعة الإطلاع والإدراك والذكاء.

## حياته العملية
في عام 1347 هجري التحق بالملك فيصل بن عبد العزيز (أمير مكة المكرمة آنذاك) كأحد مرافقيه المحدودين.
في عام 1348 هجري خرج إلى نجد وغزى مع الأمير خالد بن محمد بن عبد الرحمن. وفي تلك الأثناء بعثه الأمير خالد
مع الشيخ عبد اللطيف بن إبراهيم لجباية زكاة بعض البادية.
ثم بعد ذلك رجع إلى الحجاز وبقي مع الأمير فيصل بن عبد العزيز بين عامي 1349 هجري و1350 هجري.
في عام 1351 هجري انضم إلى جيش الملك عبد العزيز بقيادة الأمير عبد العزيز بن مساعد بن جلوي للذهاب إلى تهامة جيزان لتأديب بعض المتمردين.
في أوائل عام 1352 هجري صدر الأمر السامي بتعيينه أميراً لروضة سدير. وفي عام 1354 هجري عينه الملك عبد العزيز أميراً على ضباء حتى عام 1362 ه. وفي أواخر 1361 هجري عينه الملك عبد العزيز أميراً للعاملة التي تزكي قبائل الشمال. وفي نهاية عام 1362 هجري عينه أميراً لمدينة القطيف وبقي فيها حتى عام 1364 هجري.
في عام 1365 هجري عينه الملك عبد العزيز أميراً على وادي الدواسر وبقي فيها حتى عام 1368 هجري.
في عام 1368 هجري صدر الأمر السامي بتعيينه أميراً لمدينة الخبر وبقي فيها حتى عام 1375 هجري.
وقد قام في تلك المدة بالإضافة على إمارة الخبر بالوكالة عن سمو الأمير عبد المحسن بن عبد الله بن جلوي في الأحساء وعن سمو الأمير سعود بن عبد الله بن جلوي في الدمام.
كما تولى رئاسة الهيئة الملكية لشؤون العمال لمدة أربع سنوات. وبعدما عين الأمير محمد بن فهد أميراً للمنطقة الشرقية صدر الأمر الكريم بتعيينه مستشاراً خاصا ًلسموه الكريم وبقي كذلك حتى توفي.
شارك في تأسيس صحيفة المنطقة الشرقية اليومية الأولى (اليوم) وهو من اختار لها هذا الاسم.
كان من ناظمي الشعر الرصين ومتذوقيه ولكن لم يرغب بنشر شيء منه
كان ذا مروءة وعزة نفس وقال عنه الأمير سعود بن نايف خلال تشييعه «عاش عزيزاً ومات عزيزاً»

## أبناؤه
له من الأبناء الذكور ثمانية أبناء (عبد الله، حمد، عمرو، مشاري، فهد)، وتوفي له ابنان في حياته هما محمد وأحمد، وتوفي بعد وفاته ابنه سعود.

## وفاته
توفي في 19 شوال عام 1419 الموافق 05 فبراير / شباط 1999 في مدينة الخبر.